# ピーチくん
ピーチくんは、学校法人成蹊学園のゆるキャラ、広報大使、公式マスコットキャラクター。
学園に属する成蹊大学、成蹊中学校・高等学校、成蹊小学校の広報活動を主に行っている。
各種コンテストにも出場しており、ゆるキャラグランプリ2024において教育機関で１位、高校生が選ぶ大学ランキング『大学キャラクター』編で1位を獲得している。

## 概要

### 名称
成蹊の名前の由来である、司馬遷が「李将軍列伝」において、李廣の人物を讃えるために引用したことわざ「桃李不言下自成蹊」にちなんで桃がモチーフになっている。

### 設定
1924年（大正13年）3月3日に誕生・発芽（成蹊学園の吉祥寺移転に由来）。成蹊学園創立者である中村春二の想いを体現した桃の精。特技はダブルタッチ、好物はだんご。趣味は最近始めたSNSとエゴサ。

### 仲間
ピーチくんの仲間として、類型のピーチちゃん、ピーチどん、ピーチマンなどがいる。しかし、ピーチくんしか実体（着ぐるみ）も持っていないため、学内での知名度はあまり高くない。

## 歴史

### 誕生
1998年頃から、非公式キャラクターとして、学生部作成の広報誌や手帳などの大学生向け印刷物や掲示物に登場するようになる。
2012年、成蹊学園創立100周年記念に便乗して、自身が監修した各種オリジナルグッツを学内で販売。オリジナルグッツを中心に活躍の場を広げる。

### 全国デビューと3D化への動き
2013年、キットカット受験生応援キャンペーンで、全国780の大学の中から出演15大学の1校になぜか選ばれる。全国区のテレビ出演を果たした他、シンガーソングライターのmiwaともコラボし、テーマ曲「キットカナウ」のPVにて、他大学のキャラクター達と共に共演を果たした。
しかし、当時のピーチくんは今日、知られるような実体（着ぐるみ）を持つ３Dタイプではなく、平面パネルに描かれていた２Dタイプであった。他大学のキャラクター達がイキイキと動く中、ピーチくんが２Dタイプであることに疑問の声が上がった。そして、関係者の間で実体化・３Ｄ化を望む声が急増するようになった。

### 待望の3D化へ
2015年、ピーチくんは着ぐるみとして、待望の実体化・３D化が果たされた。学校行事やイベントにおいて、キャンパス内に出没するだけでなく、吉祥寺の街にも出没することもある。可愛らしい見た目やモフモフの感触が人気を博している。
現在、学内での知名度は圧倒的で、ピーチくんを応援する学生・教職員有志の会も発足しており、唯一無二のマスコットとして不動の地位を築いている。
。

### 各種ゆるキャライベントへ・メディアへの出演
「超キャラスポ2016 in札幌」、「キャラダイスジャパン2017 in東京」に出演。その他、吉祥寺周辺でのイベント等にも多数出演。
2024年には、イラストレーターのキン・シオタニとも成蹊学園吉祥寺移転100年記念の一環としてコラボし、ピーチくんは成蹊のシンボルの一つとして吉祥寺の至る所に描かれた。
2018年にTBSテレビ系で放送された成蹊大学がロケ地に使用されている、火曜ドラマ「花のち晴れ〜花男 Next Season〜」に出演した。

## 受賞歴
- 高校生新聞ONLINE主催:「高校生が選ぶ大学ランキング『大学キャラクター』編」:第1位[15]
- ゆるキャラグランプリ実行委員会主催:「ゆるキャラグランプリ2024」：総合ゆるキャラランキング10位[16]/教育機関では1位（教育機関の10位入賞は初）